# Campionati europei di atletica leggera indoor 1989 - Salto in alto maschile
Il salto in alto maschile si è tenuto il 19 febbraio.

## Risultati
| Pos | Nome                  | Nazione             | Misura | Note |
| --- | --------------------- | ------------------- | ------ | ---- |
| 1   | Dietmar Mögenburg     | Germania Ovest      | 2.33   |      |
| 2   | Dalton Grant          | Gran Bretagna       | 2.33   |      |
| 3   | Aleksey Yemelin       | Unione Sovietica    | 2.30   |      |
| 4   | Ralf Sonn             | Germania Ovest      | 2.27   |      |
| 5   | Sorin Matei           | Romania (bandiera)  | 2.27   |      |
| 6   | Sergey Malchenko      | Unione Sovietica    | 2.24   |      |
| 7   | Jean-Charles Gicquel  | Francia             | 2.24   |      |
| 8   | Panagiotis Kontaxakis | Grecia              | 2.24   |      |
| 9   | Georgi Dakov          | Bulgaria (bandiera) | 2.20   |      |
| 10  | Artur Partyka         | Polonia             | 2.20   |      |
| 11  | John Holman           | Gran Bretagna       | 2.20   |      |
| 12  | Gisle Ellingsen       | Norvegia            | 2.15   |      |
| 12  | Labros Papakostas     | Grecia              | 2.15   |      |
| 14  | Dominique Hernandez   | Francia             | 2.15   |      |